# Leonty
Leonty (Леонти) — компания по производству барабанных палочек.

## История
Первая продукция торговой марки Leonty появилась в начале XX века — это были балалайки ручной работы, производством которых занимался прадед владельца компании.
Производство барабанных палочек было основано в 1999 году в Белоруссии, где по нынешний день находится сама компания и производство.
Барабанные палочки «Leonty» изготавливаются из высококачественного граба, прошедшего все технологические требования по высушиванию, обработке, отбраковке и балансировке.
Компания серийно выпускает 2 марки барабанных палочек: профессиональные «Leonty» и любительские «Studio Light».

## Модели
- 3A (14/394 мм, 0.551"/15 1/2")
- 3AL (14/409 мм, 0/551"/16 1/8")
- 5A (14/406 мм, 0/551"/16")
- 5AL (14/419 мм, 0.551"/16 1/2")
- 5B (15/406 мм, 0.590"/16")
- 5BL (15/419 мм, 0.590"/16 1/2")
- 2B (16/406 мм, 0.630"/16")
- Rock (16/425 мм, 0.630"/16 3/4")
- Metal (16/432 мм, 0.630"/17")
- Absolute Rock (14/409, 0.551"/16 1/8")

Каждая из моделей выпускается в 2 вариантах — с деревянными и нейлоновыми наконечниками. Также изготавливаливаются серии именных моделей, палочки для военных и маршевых оркестров.

## Список артистов, которые в разное время представляли Leonty
- Александр Ветхов (Оргия Праведников, Хор Турецкого, экс-Emin, экс-Кувалда)
- Василь Дочкин (POLYARUS) http://polyarus.ru/
- Павел Головенков (Bunny)
- Дмитрий Харитонович (экс-Леприконсы)
- Александр Сапега (Apple Tea)
- Андрей Парфёнов (SKALALA)
- Анатолий Абрамов (Заслуженный артист России) (Аракс)
- Александр Сторожук (Wasp’n’Hornet, экс-Ляпис Трубецкой)
- Анатолий Павленко (PADD)
- Сергей Батраков (Стас Михайлов, экс-Тараканы!)[1]
- Денис Попов (экс-Братья Грим)
- Пётр Ившин (Иракли)
- Дэн Маринкин (Земфира)
- Михаил Васильев (Игорь Николаев)
- Александр Макин (экс-Парк Горького)
- Александр Лапенков (Наталья Подольская)
- Иван Васюков (Корни, экс-7Б)
- Александр Ситников (Парадокс)
- Сергей Серебренников (Everlost)[2]
- Marc Lauber (Zorge)
- Роман Худов (Бандерлоги)
- Максим Комаров (Чи-Ли, Music for The People)
- Дмитрий Хакимов (Глеб Самойлоff & The Matrixx, МЭD DОГ, НАИВ, экс-Агата Кристи)[3]
- Игорь Доценко (Чиж & Co, экс-ДДТ)